# Kallakudi
Kallakudi (Tamil: கல்லக்குடி Kallakkuṭi [ˈkalːʌkːuɖi]), auch Dalmiapuram, ist eine Industriestadt im indischen Bundesstaat Tamil Nadu. Sie liegt im Distrikt Tiruchirappalli rund 30 Kilometer nordöstlich der Distrikthauptstadt Tiruchirappalli. Die Einwohnerzahl beträgt knapp 12.000 (Volkszählung 2011).
Kallakudi ist Standort eines Zementwerks des Konzerns Dalmia Cement, das die reichen Kalksteinvorkommen der Umgebung nutzt. 1953 protestierten tamilische Nationalisten dagegen, dass Kallakudi nach dem nordindischen Industriellen Ramakrishna Dalmia, dem Gründer der Dalmia Group, in Dalmiapuram („Dalmia-Stadt“) umbenannt worden war. Für sie stellte die Umbenennung ein Symbol der Dominanz Nordindiens gegenüber dem Süden dar. Eine Gruppe von Aktivisten der DMK-Partei geführt von dem späteren Chief Minister Tamil Nadus, M. Karunanidhi, übermalte den Namen „Dalmiapuram“ auf dem Bahnhofsschild und blockierte die Gleise vor einem einfahrenden Zug. Bei den darauffolgenden Auseinandersetzungen mit der Polizei verloren zwei Aktivisten ihr Leben, weitere wurden schwer verletzt. Karunanidhi wurde anschließend zu einer Gefängnisstrafe von sechs Monaten verurteilt. Nachdem die DMK in Tamil Nadu an die Regierung gekommen und M. Karunanidhi 1969 Regierungschef geworden war, wurde Dalmiapuram wieder in Kallakudi umbenannt.
74 Prozent der Einwohner Kallakudis sind Hindus, 21 Prozent Christen und 5 Prozent Muslime. Die Hauptsprache ist, wie in ganz Tamil Nadu, das Tamil, das von 89 Prozent der Bevölkerung als Muttersprache gesprochen wird. 8 Prozent sprechen Telugu, jeweils 1 Prozent Kannada und Malayalam.